# Torneo de Charleston 2019
El Volvo Car Open 2019 fue un evento de tenis WTA Premier en la rama femenina. Se disputó en Estados Unidos, en el Family Circle Tennis Center de Daniel Island, Charleston, Carolina del Sur del 1 al 7 de abril. Es el único torneo en el año de la temporada de polvo de ladrillo que se disputa con arcilla verde.

## Distribución de puntos
| Modalidad           | Campeona | Finalista | Semifinales | Cuartos de final | 3ª ronda | 2ª ronda | 1ª ronda | Clasificadas | 2ª ronda de clasificación | 1ª ronda de clasificación |
| Individual femenino | 470      | 305       | 185         | 100              | 55       | 30       | 1        | 25           | 13                        | 1                         |
| Dobles femenino     | 470      | 305       | 185         | 100              | -        | -        | 1        | -            | -                         | -                         |

## Cabezas de serie

### Individuales femenino
| Tenista              | Ranking | Preclasificada |
| Sloane Stephens      | 6       | 1              |
| Kiki Bertens         | 8       | 2              |
| Aryna Sabalenka      | 9       | 3              |
| Anastasija Sevastova | 12      | 4              |
| Caroline Wozniacki   | 13      | 5              |
| Elise Mertens        | 14      | 6              |
| Julia Goerges        | 15      | 7              |
| Madison Keys         | 16      | 8              |
| Belinda Bencic       | 20      | 9              |
| Jeļena Ostapenko     | 23      | 10             |
| Danielle Collins     | 26      | 11             |
| Mihaela Buzărnescu   | 32      | 12             |
| Sofia Kenin          | 34      | 13             |
| Ajla Tomljanović     | 40      | 14             |
| Maria Sakkari        | 49      | 15             |
| Petra Martić         | 52      | 16             |

- Ranking del 18 de marzo de 2019.[2]

### Dobles femenino
| Tenista                             | Ranking | Preclasificada |
| Nicole Melichar Květa Peschke       | 23      | 1              |
| Lucie Hradecká Andreja Klepač       | 41      | 2              |
| Raquel Atawo Katarina Srebotnik     | 51      | 3              |
| Anna-Lena Grönefeld Alicja Rosolska | 56      | 4              |

## Campeonas

### Individual femenino
Madison Keys venció a  Caroline Wozniacki por 7-6(7-5), 6-3

### Dobles femenino
Anna-Lena Grönefeld /  Alicja Rosolska vencieron a  Irina Khromacheva /  Veronika Kudermétova por 7-6(9-7), 6-2